# جان گوردون لوریمر
جان گوردون لوریمر (انگلیسی: John Lorimer؛ زادهٔ ۱۹۶۲) نظامی و سیاست‌مدار اهل بریتانیا است. وی همچنین برندهٔ جوایزی همچون نشان حمام و نشان امپراتوری بریتانیا شده‌است.